# Jeembo
Jeembo (рус. Джи́мбо; настоящее имя — Давид Вачаганович Джангирян; род. 13 ноября 1992, Нижневартовск) — российский рэпер, автор песен, Участник объединения и хип-хоп трио «Hella Hillz» вместе с TVETH и Bato. Бывший участник творческих объединений «Dead Dynasty», «YungRussia» и «Booking Machine».

## Биография и музыкальная карьера

### Ранний период: юность — начало музыкальной карьеры
Родился 13 ноября 1992 года в Нижневартовске. Прожив определённый период времени в Нижневартовске, родители Давида приняли решение переехать жить в столицу Башкирии — Уфу, поскольку там проживали их родственники. В школьные годы Джангирян слушал рок, а хип-хоп музыкой увлёкся после того, как услышал один из треков Noize MC на «Седьмом официальном MC-баттле Hip-Hop.Ru». Также до известности Давид записывал треки дома с Грязным Рамиресом у общего знакомого.

### Объединения «YungRussia» и «Dead Dynasty» — уход из «Dead Dynasty»
Одним из первых записанных треков является лонгмикс под названием Iraq при участии уроженцев Уфы — i61, Boulevard Depo, Tveth, Basic Boy, Glebasta Spal, записанный и выпущенный в 2013 году.
В 2014 году Boulevard Depo собрал движение молодых исполнителей «YungRussia», куда вошли объединения «Dead Dynasty», «Dopeclvb», «Sabbat Cult» и «Litalima». В этом же году Джангирян попал в список 11 самых перспективных рэп-исполнителей по версии сайта Rap.ru.
В начале 2015 года «YungRussia» отправились в общий концертный тур под названием Showcase Tour, позже Джангирян стал новым членом творческого объединения «Dead Dynasty», лидером которого является Pharaoh. 24 августа 2016 года состоялся релиз совместного с Tveth мини-альбома под названием Painkiller, на котором гостевым участием отметился только Pharaoh. 24 ноября 2016 года вышел музыкальный видеоклип на трек Nina с вышеупомянутого релиза. Осенью 2016 года движение «YungRussia» отправилось в прощальный концертный тур Harvest Time, после чего объединение распалось.
26 сентября 2017 года вышел музыкальный видеоклип на совместный с Pharaoh сингл Chainsaw, который является последней работой Jeembo в составе «Dead Dynasty», после чего он покинул объединение.

### Присоединение к «Booking Machine»
Осенью того же года стало известно, что Jeembo вместе с Tveth стали новыми артистами концертного агентства «Booking Machine», генеральным директором которого являлся Oxxxymiron.
16 февраля 2018 года вышел второй совместный с Tveth мини-альбом Painkiller II. 9 августа 2018 года вышел большой лонг-микс Konstrukt со всеми действующими артистами «Booking Machine» в преддверии крупного фестиваля. Помимо Джангиряна в нём приняли участие Porchy, May Wave$, Loqiemean, Thomas Mraz, Tveth, Souloud, Markul и Oxxxymiron. 8 октября 2018 года состоялся релиз дебютного сольного мини-альбома под названием Gravewalker, с гостевым участием Tveth, Boulevard Depo,  Лауд и PSCHD. 21 ноября 2018 года вышел клип на трек Кровавый спорт.
12 марта 2019 года вышла заключительная часть трилогии Painkiller — совместный с Tveth мини-альбом Painkiller III. 10 апреля 2019 года вышел музыкальный видеоклип на трек M.O.D. при участии Boulevard Depo и Лауд.

### Уход из «Booking Machine» и выпуск сольного альбома
6 марта 2020 года Jeembo, вместе с Tveth, Markul и Thomas Mraz, ушли из концертного агентства «Booking Machine».
4 июля 2020 года в своём Instagram-аккаунте Давид анонсировал сольный альбом, выход которого состоялся 24 июля 2020 года. Помимо Давида в альбоме можно услышать Boulevard Depo, TVETH, etnaise, DMTXIII, OBLADAET и PlayThatBoiZay. За инструментальную часть отвечали White Punk, Ray Qwa, Highself и другие.

## Дискография

### Студийные альбомы
| Год  | Студийный альбом |
| ---- | ---------------- |
| 2020 | Black Box        |
| 2022 | M.I.A.           |

### Мини-альбомы
| Год  | Мини-альбом                         |
| ---- | ----------------------------------- |
| 2016 | Painkiller (совместно с Tveth)      |
| 2018 | Painkiller 2 (совместно с Tveth)    |
| 2018 | Gravewalker                         |
| 2019 | Painkiller 3 (совместно с Tveth)    |
| 2021 | ОМОФОР (совместно с Boulevard Depo) |
| 2024 | Obsidian (совместно с BATO)         |

### Синглы
| Год  | Сингл                                       |
| ---- | ------------------------------------------- |
| 2013 | «PvrpleBlvck» (при участии Boulevard Depo.) |
| 2014 | «CO2» (при участии Boulevard Depo.)         |
| 2014 | «#Benz»                                     |
| 2015 | «Splithead»                                 |
| 2015 | «Skate And Destroy» (при уч. Pharaoh.)      |
| 2015 | «Left Em Dead» (при уч. Tveth.)             |
| 2016 | «Tommy»                                     |
| 2017 | «Supa Chef» (при уч. Tveth.)                |
| 2017 | «K.O.» (при уч. Freddie Dredd.)             |
| 2017 | «No Smoke Ruff» (при уч. 6ix9ine.)          |
| 2017 | «Chainsaw» (при уч. Pharaoh.)               |
| 2019 | «Топь» (при уч. Хаски)                      |
| 2020 | «Fallen»                                    |
| 2021 | «В.О.Л.К.» (при уч. Boulevard Depo)         |
| 2021 | «Manhunt» (при уч. Boulevard Depo)          |
| 2021 | «Hella Players» (при уч. Obladaet)          |
| 2022 | «JUNGLE» (при уч. BATO, SEMEE)              |
| 2023 | «The killers» (при уч. BuBo)                |

Участие на релизах у других исполнителей
| Год  | Артист                   | Музыкальный релиз | Трек                   |
| ---- | ------------------------ | ----------------- | ---------------------- |
| 2014 | Boulevard Depo           | Rapp              | «R N SI’KR XW»         |
| 2015 | Velial Squad             | Black Mass II     | «TripleSixGods»        |
| 2015 | Pharaoh и Boulevard Depo | Paywall           | «Внутренности в кейсе» |
| 2015 | Dopeclvb                 | Dop3tape          | «Kimono»               |
| 2015 | Dopeclvb                 | Dop3tape          | «Flexx»                |
| 2016 | Pharaoh                  | Phosphor          | «Мой мрак»             |
| 2017 | Tveth                    | Capital           | «Raiders»              |
| 2017 | Boulevard Depo           | Sport             | «Supsayan»             |
| 2017 | Velial Squad             | Anabiosis         | «TripleSixGods II»     |
| 2018 | Big Baby Tape            | Dragonborn        | «Hard 2 Kill»          |
| 2018 | Obladaet                 | Ice Cream         | «Bane»                 |
| 2021 | Tveth и Lil Smooky       | Kompressor        | «Голый»                |
| 2023 | Saluki                   | WILD EA$T         | «SOLOIST»              |
| 2023 | BATO                     | 6lankname         | «Больше»               |

## Видеография

### Сольные видеоклипы
| Год  | Название                                 | Альбом       | Режиссёр      |
| ---- | ---------------------------------------- | ------------ | ------------- |
| 2016 | «Nina» (при уч. Tveth)                   | Painkiller   | Visnu         |
| 2017 | «Chainsaw» (при уч. Pharaoh)             | Внеальбомный | Эльдар Гараев |
| 2018 | «Кровавый спорт»                         | Gravewalker  | Кирилл Мягков |
| 2019 | «M.O.D.» (при уч. Boulevard Depo и Лауд) | Gravewalker  | Visnu         |
| 2021 | «Некрополь»                              | Black Box    | Azar Strato   |
| 2022 | «0000000»                                | M.I.A        | KOSMODROME    |

### Участие
| Год  | Название | Альбом       | Режиссёр      |
| ---- | --- | ------------ | ------------- |
| 2018 | «Konstrukt» (при уч. Porchy, May Wave$, Loqiemean, Thomas Mraz, Jeembo, Tveth, Souloud, Markul и Oxxxymiron) | Внеальбомный | ROHO          |
| 2019 | «Bane» (при уч. Obladaet)                                                                                    | Ice Cream    | Эльдар Гараев |
| 2021 | «Hella Players» (при уч. Obladaet)                                                                           | Внеальбомный | Skipass       |

## Концертные туры

### В составе «YungRussia»
| Год  | Тур           |
| ---- | ------------- |
| 2015 | Showcase Tour |
| 2016 | Harvest Time  |

### Совместно с Tveth
| Год  | Тур                                                         |
| ---- | ----------------------------------------------------------- |
| 2017 | Painkiller Tour: part I                                     |
| 2018 | Hella Hillz Tour: (Painkiller Tour: Part II, Gaslight Tour) |
| 2019 | Painkiller Tour: Deathmatch (Part III, Last Chapter)        |

### Сольно
| Год  | Тур            |
| ---- | -------------- |
| 2021 | Black Box Tour |